# 거제시의 역사
거제시는 삼한 시대 변한의 독로국으로부터 시작하여, 신라 시대에는 소가야국, 상군 등으로 불리다가 757년 경덕왕 16년에 이르러 거제군이라고 칭해지게 된다. 그 후 여러 차례 다른 명칭으로 불리다가 1995년 1월 1일 거제시로 승격되었다.

## 개요

### 고대
- 삼한시대는 변한의 12개국 중 독로국이라고 불리었으며, 삼국의 태동이 시작될 무렵 변한지방은 가야를 중심으로 한 강력한 부족 연맹체가 결성되어, 신라, 백제의 세력에 대응하게 되자 부족사회의 성격을 띠면서 소가야에 속한 금관국(지금의 고성)의 일부가 되었다가 다시 포상팔국 중의 하나인 안라(지금의 함안)에 속하게 되었다.[1]
- 520년 신라 법흥왕 7년에 ‘소가야국’으로 개칭하였다. 532년 법흥왕 19년에는 금관가야의 일부가 되었고, 677년 문무왕 17년에는 상군이라고 불리다가 757년 경덕왕 16년에 이르러 ‘거제군’이라고 칭해지게 된다.

### 고려시대
- 983년 고려 성종 2년에는 기성현으로 칭해졌다.
- 1170년 정중부의 난으로 인해 고려 의종은 현 둔덕면 거림리 산 95번지 일대의 폐왕성에 유폐되었으며, 이 유적지는 1974년 경상남도 기념물 제11호로 지정되어 있다.

### 조선시대
- 조선 태종 14년에는 제창군이라는 이름으로 불렸다.
- 1423년 세종 5년 고현성(사등성) 축성을 명을 받고, 거제현이라고 개명되었다.
- 1592년 임진왜란 때는 고현성이 함락되었고, 1592년 한산해전과 조선 수군의 몰락을 가져오게 되는 1597년 칠천량 해전의 주요 무대가 되었다.
- 1662년 현종 4년에 현청을 거제로 이전한다. 1895년 고종 때 거제군이 되었다.[2]
- 1895년 6월 23일(조선 고종 32년 음력 윤5월 1일) 동래부 거제군으로 개편하였다.[2] 이듬해 1896년 8월 4일에는 경상남도 거제군으로 개편하였다.[3]

### 통영군
- 1914년 용남군과 합군하여 통영군으로 개편하였다가[4] 1953년 복군에 이른다.

| 조선총독부령 제111호  |             |             |
| 구 행정구역           | 신 행정구역 | 신 행정구역 |
| 거제군 서부면         | 거제면      |             |
| 거제군 장목면         | 장목면      |             |
| 거제군 외포면(外浦面) | 장목면      |             |
| 이운면                |             |             |
| 거제군 이운면(二運面) |             |             |
- 1929년 4월 1일 통영군 용남면 창호리를 사등면에 편입하였다.[5]
- 1938년 10월 1일 통영군 이운면을 장승포읍으로 승격하였다.[6] (2읍 14면)

### 거제군
- 1953년 1월 1일 통영군 일부를 거제군으로 복군하였다.[7]
- 1955년 7월 9일 군청사를 일운면 고현리로 이전하였다.[8]
- 1959년 2월 22일 동부면 저구출장소를 설치하였다.[9]
- 1963년 1월 1일 일운면 고현출장소를 신현면으로 승격하였다.[10] (1읍 9면)
- 1967년 8월 12일 장목면 외포출장소를 설치하였다.[11]
- 1971년 4월 8일 거제대교가 개통되어 섬이 육지와 연결되었다. 당시 통영군 용남면 신촌리와 거제군 사면통이 연결되었다.
- 1974년 8월 5일 삼성조선소 창립
- 1975년 10월 1일 장목면 유호리 저도, 망와도가 진해시에 편입되었다.[12]
- 1977년 7월 1일 하청면 칠천출장소를 설치하였다.[13]
- 1979년 5월 1일 신현면을 신현읍으로 승격하였다.[14] (2읍 8면)
- 1981년 대우옥포조선소 준공 (현 대우조선해양)하였고, 10년 후인 1993년에는 선박수주 세계 1위를 달성하였다.
- 1983년 2월 15일 동부면 저구출장소가 남부면으로 승격하고, 명진리가 거제면에 편입되었다.[15] (2읍 9면)
- 1986년 12월 1일 장승포읍 옥포출장소를 설치하였다.[16]
- 1987년 1월 1일 일운면 옥림리 일부가 장승포읍 장승포리에 편입되었다.[17]
- 1987년 1월 21일 장승포출장소를 설치하였다.[18]
- 1987년 10월 20일 사등면 가조출장소를 설치하였다.[19]
- 1989년 1월 1일 장승포읍을 장승포시로 승격하였다.[20] (1읍 9면 6행정동)
- 1993년 12월 1일 진해시 안곡동 저도, 망와도가 장목면 유호리에 환원되었다.[21]

### 거제시
- 1995년 1월 1일 장승포시 일원과 거제군 일원을 관할로 도농복합형태의 거제시가 설치되었다.[22]
- 1996년 중부고속도로와 연결된 통영대전고속도로가 개통되어 서울에서 접근하는 시간이 대폭 줄어들었다.
- 1999년 4월 22일 신거제대교가 개통되어 낡고 좁은 거제대교를 대체하였다.
- 2000년 1월 1일 거제시 하청면 실전리와 칠천도의 어온리를 연결하는 칠천교 개통
- 2008년 7월 1일 신현읍을 폐지하고 장평동, 고현동, 상문동, 수양동을 설치하였다. (9면 10행정동)
- 2009년 7월 13일 거제시 사등면 성포리에서 가조도 간의 가조연륙교가 완성되어 개통.
- 2010년 12월 14일 부산광역시 강서구(가덕도)를 거쳐 거제시(장목면)을 잇는 거가대교가 개통되었다.